# Swen Temmel
Swen Temmel (* 25. August 1991 in Graz) ist ein österreichischer Schauspieler.

## Leben
Swen Temmel wurde in Graz geboren und lebt seit seinem sechsten Lebensjahr in den Vereinigten Staaten an der Westküste, wo sein Vater Charly Temmel das Restaurant Schatzi on Main von Arnold Schwarzenegger in Santa Monica führte. Nach Abschluss der High-School erhielt er seine Schauspielausbildung am Lee Strasberg Theatre & Film Institute sowie am Royal Academy of Dramatic Arts in London.
Am Theater war er unter anderem in The Laugh Lines und Master Harold and the Boys mit der Malibu Stage Company, im Musical Natürlich blond am Marilyn Monroe Theatre sowie in The Sunshine Boys am Santa Monica Playhouse zu sehen. Mit Dick Van Dyke stand er bei Tschitti Tschitti Bäng Bäng auf der Bühne.
Im Liebesfilm After Passion mit Josephine Langford spielte er 2019 die Rolle des Jace. 2021 hatte er eine Rolle im Western Rust, wo bei den Dreharbeiten Kamerafrau Halyna Hutchins ums Leben kam. In Pfad der Vergeltung (2022) mit Robert De Niro und John Malkovich verkörperte er die Rolle des Elvis Kincaid. 2024 war er in Cash Out – Zahltag mit John Travolta und Kristin Davis als Georgios Caras zu sehen, außerdem stand er für Dreharbeiten zu Clean Up Crew mit Antonio Banderas sowie für Criminal Squad 2 mit Gerard Butler vor der Kamera.
In den deutschsprachigen Fassungen wurde er unter anderem von Isaak Dentler in Cash Out – Zahltag und Hard Kill, von Peter Lontzek in Pfad der Vergeltung sowie von Sebastian Kluckert in After Passion synchronisiert.

## Filmografie (Auswahl)

### Als Schauspieler
- 2006: The Doers of Coming Deeds (Kurzfilm)
- 2007: 2 Hitmen
- 2007: The Ringo Bingo Kid
- 2007: Club Evil (Kurzfilm)
- 2008: First Period (Kurzfilm)
- 2010: Schatten der Leidenschaft (Fernsehserie, eine Epsiode)
- 2011: In Time – Deine Zeit läuft ab
- 2011: Turning Point
- 2011: Bizney (Kurzfilm)
- 2013: Castle – Wettlauf gegen die Zeit (Fernsehserie)
- 2014: Last Train Home
- 2014: Very Vérité (Kurzfilm)
- 2015: Love & Other Ingredients (Fernsehserie)
- 2016: Big Star (Kurzfilm)
- 2017: Spy vs Spy (Kurzfilm)
- 2018: Escape (Kurzfilm)
- 2018: Backtrace
- 2019: After Passion (After)
- 2019: 10 Minutes Gone
- 2019–2023: The Bay (Fernsehserie)
- 2020: Boss Level
- 2020: Force of Nature
- 2020: Hard Kill
- 2020: Concrete Cowboy
- 2020: Killer Weekend
- 2020: Anti-Life – Tödliche Bedrohung (Breach)
- 2021: Axis Sally: Das Tribunal der Nazi-Spionin (American Traitor: The Trial of Axis Sally)
- 2021: Midnight in the Switchgrass
- 2021: Symphoria
- 2021: American Boogeywoman – Engel des Todes (Aileen Wuornos: American Boogeywoman)
- 2021: Killing Field – Dein Land. Deine Regeln. Dein Kampf. (Survive the Game)
- 2022: Bandit
- 2022: Pfad der Vergeltung (Savage Salvation)
- 2023: Guy Ritchie's Der Pakt (The Covenant)
- 2024: Outlaw Posse
- 2024: Cash Out – Zahltag (Cash Out)
- 2024: The Clean Up Crew
- 2025: Criminal Squad 2 (Den of Thieves 2: Pantera)

### Als ausführender Produzent
- 2018–2020: The Bay (Fernsehserie, 16 Folgen)
- 2019: After Passion (After)
- 2019: Escape Plan: The Extractors
- 2021: Axis Sally: Das Tribunal der Nazi-Spionin (American Traitor: The Trial of Axis Sally)
- 2021: American Boogeywoman – Engel des Todes (Aileen Wuornos: American Boogeywoman)
- 2022: Bandit
- 2024: Outlaw Posse